# Aromobates nocturnus
Aromobates nocturnus (лат.) — редкий (возможно, вымерший) вид бесхвостых земноводных, обитающий на территории штата Трухильо в Венесуэле. В отличие от древолазов, этот вид обитает в воде и гораздо крупнее — 62 мм в длину. Название семейства и рода происходит от латинского aroma, что означает «сладкий запах». Запах выделяемого кожей секрета напоминает запах скунса. Серьёзную угрозу для вида представляют потеря и деградация среды обитания за счёт сельского хозяйства (растениеводства и животноводства) и дорожное строительство. Потенциальную угрозу виду может представлять такое заболевание, как хитридиомикоз. Последний раз представители вида были обнаружены в 1991 году. Вероятно, исчез. 